# Міріам Ціглер
Міріа́м Ці́глер (нім. Miriam Ziegler; нар. 19 березня 1994, Оберпуллендорф, Австрія) — австрійська фігуристка, що виступає у жіночому одиночному фігурному катанні. Дворазова переможиця Національної першості Австрії з фігурного катання (2009 і 2010 роки).
На дорослому міжнародному рівні Міріам дебютувала в 2009 році. На турнірі «Nebelhorn Trophy»—2009, який був кваліфікаційним для Олімпіади-2010 посіла 6-е місце і виборола для Австрії одну путівку на олімпійський турнір фігуристок-одиночниць. Пізніше у цьому ж сезоні стала чемпіонкою країни вдруге, таким чином отримавши право виступати на міжнародних стартах сезону, зокрема на дебютному Чемпіонаті Європи з фігурного катання посіла 25-е місце (1-го місця не вистачило для виходу в довільну програму), ввійшла до Олімпійської збірної Австрії на XXI Зимовій Олімпіаді (Ванкувер, Канада), де стала 26-ю.

## Спортивні досягнення
| Сезони/Змагання                                      | 2006/2007 | 2007/2008 | 2008/2009 | 2009/2010 |
| ---------------------------------------------------- | --------- | --------- | --------- | --------- |
| Зимові Олімпійські ігри                              |           |           |           | 26        |
| Чемпіонати Європи з фігурного катання                |           |           |           | 25        |
| Чемпіонати світу з фігурного катання серед юніорів   |           | 19        | 14        |           |
| Чемпіонати Австрії з фігурного катання               |           | 4         | 1         | 1         |
| Чемпіонати Австрії з фігурного катання серед юніорів |           | 1         |           |           |
| Турніри: «Nebelhorn Trophy»                          |           |           |           | 6         |
| Турніри: «Coupe de Nice»                             |           | 2J.       |           | 13        |
| Турніри: «Золотий ковзан Загреба»                    |           |           | 7         |           |
| Турніри: «Ice Challenge»                             |           |           |           | 7         |
| Меморіали Ондрея Непела                              |           |           | 8         |           |
| Етапи юніорського Гран-Прі, Туреччина                |           |           |           | 19        |
| Етапи юніорського Гран-Прі, ПАР                      |           |           | 7         |           |
| Етапи юніорського Гран-Прі, Франція                  |           |           | 11        |           |
| Етапи юніорського Гран-Прі, Болгарія                 |           | 8         |           |           |
| Етапи юніорського Гран-Прі, Австрія                  |           | 6         |           |           |
| Європейські юнацькі Олімпійські дні                  |           |           | 1         |           |
| Турніри: «Helmut Seibt Memorial»                     |           | 1J.       |           |           |
| Турніри: «International Challenge Cup»               | 2N.       |           |           |           |

- N = рівень новачків; J = юніорський рівень